# Округ Пит (Северна Каролина)
Пит (енгл. Pitt County) је округ у америчкој савезној држави Северна Каролина.

## Демографија
По попису из 2010. године број становника је 168.148, што је 34.35 (25,7%) становника више него 2000. године.
| Група             | 2000.          | 2010.          |
| Белци             | 81.613 (61,0%) | 96.038 (57,1%) |
| Афроамериканци    | 45.019 (33,6%) | 57.257 (34,1%) |
| Азијати           | 1.443 (1,1%)   | 2.613 (1,6%)   |
| Хиспаноамериканци | 4.216 (3,2%)   | 9.202 (5,5%)   |
| Укупно            | 133.798        | 168.148        |